# Ihor Biłozir

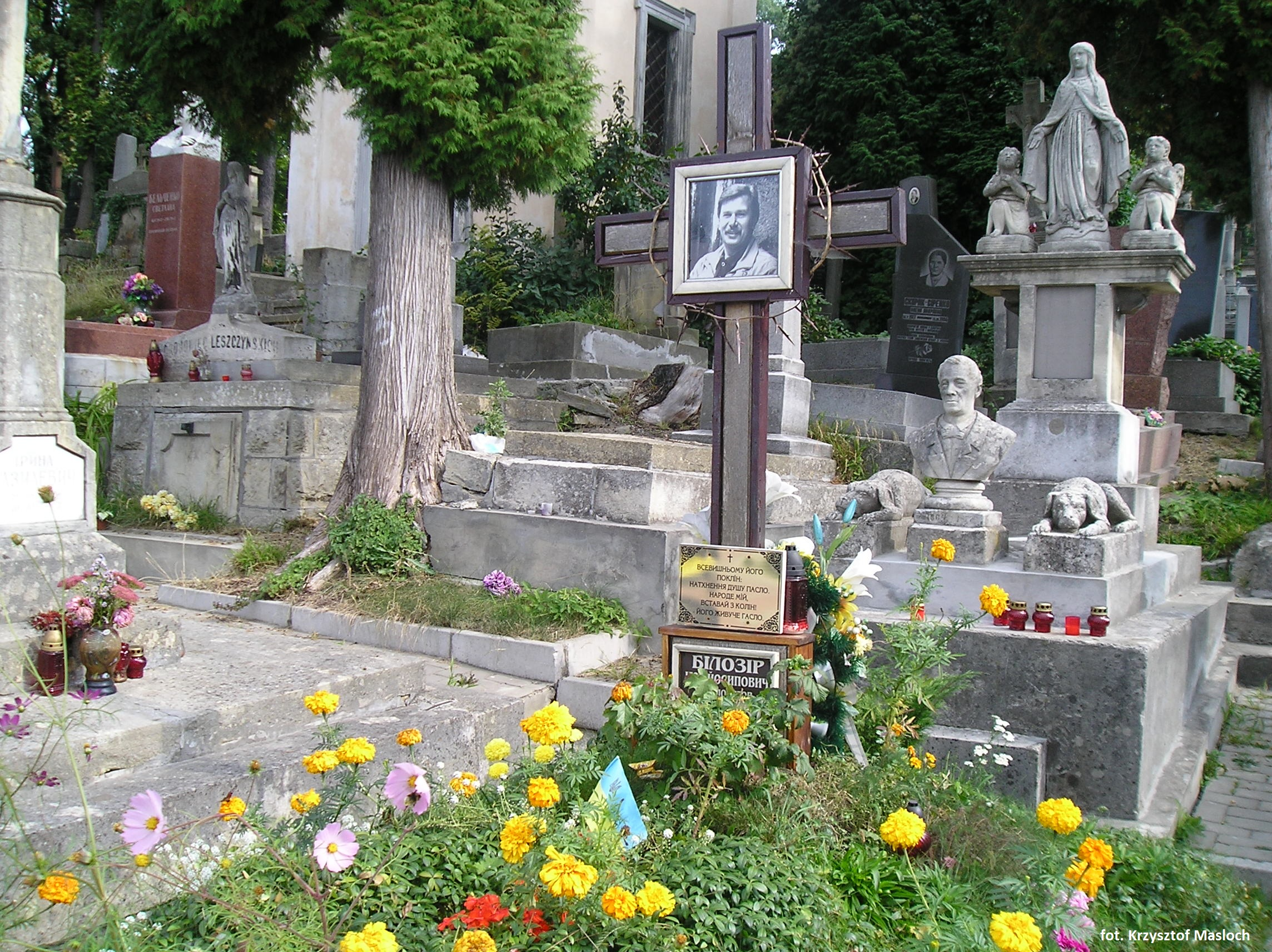
Grób Ihora Biłozira na Cmentarzu Łyczakowskim we Lwowie, 2009

Ihor Josipowycz Biłozir (ukr. Ігор Йосипович Білозір; ur. 24 marca 1955 w Radziechowie, zm. 28 maja 2000 we Lwowie) – ukraiński piosenkarz i kompozytor, od 1979 lider popularnej grupy Watra, czerpiącej motywy z ukraińskiego folkloru.
Został śmiertelnie pobity po tym, jak zaprotestował w lwowskiej kawiarni przy prospekcie Szewczenki (dawnej ul. Akademickiej) przeciw śpiewaniu wulgarnych piosenek po rosyjsku. Pochowany na cmentarzu Łyczakowskim. W pogrzebie uczestniczyło kilkadziesiąt tysięcy mieszkańców Lwowa.

## Literatura
- Andrzej Chojnowski, Jan Bruski, Ukraina, Warszawa 2006, ISBN 978-83-7436-039-5.